# WrestleMania IX
WrestleMania IX was een pay-per-viewevenement in het professioneel worstelen dat geproduceerd werd door de World Wrestling Federation. Dit evenement was de 9e editie van WrestleMania en vond plaats in het Caesars Palace in Las Vegas op 4 april 1993.

## Wedstrijden
| Nr.                                                                          | Match | Winnaar(s)                                       |
| ---------------------------------------------------------------------------- | --- | ------------------------------------------------ |
| 1                                                                            | Shawn Michaels (c) (met Luna Vachon) vs. Tatanka (met Sensational Sherri) in een één-op-één match voor het WWF Intercontinental Championship                                     | Tatanka; Michaels behield de titel via count out |
| 2                                                                            | The Headshrinkers (Samu & Fatu; met Afa) vs. The Steiner Brothers (Rick & Scott) in een tag team match                                                                           | The Steiner Brothers                             |
| 3                                                                            | Crush vs. Doink the Clown in een één-op-één match | Doink the Clown                                  |
| 4                                                                            | Razor Ramon vs. Bob Backlund in een één-op-één match | Razor Ramon                                      |
| 5                                                                            | Money Inc. (Ted DiBiase & Irwin R. Schyster) (c) vs. (The Mega-Maniacs) (Hulk Hogan & Brutus Beefcake) (met Jimmy Hart) in een tag team match voor het WWF Tag Team Championship | Money Inc. (c)                                   |
| 6                                                                            | Mr. Perfect vs. Lex Luger in een één-op-één match | Lex Luger                                        |
| 7                                                                            | Giant González (met Harvey Wippleman) vs. The Undertaker (met Paul Bearer) in een één-op-één match                                                                               | The Undertaker                                   |
| 8                                                                            | Bret Hart (c) vs. Yokozuna in een één-op-één match voor het WWF Championship | Yokozuna (nc)                                    |
| 9                                                                            | Yokozuna (c) vs. Hulk Hogan in een één-op-één match voor het WWF Championship | Hulk Hogan (nc)                                  |
| (c) huidige kampioen voor en na de match \| (nc) nieuwe kampioen na de match | |                                                  |